# Muzaffar Husayn Mirza
Muzaffar Husayn Mirza, död 1508, var en monark ur timuriderdynastin. Han var regerande sultan i Timuriderriket mellan 1506 och 1507.